# Шокер
Шокер (англ. Shocker), настоящее имя — Герман Шульц (англ. Herman Schultz), — суперзлодей издательства Marvel Comics. Был создан Стэном Ли и Джоном Ромитой-старшим и впервые появился в комиксе The Amazing Spider-Man #46 в марте 1967 года.

## Биография
Герман Шульц после долгой карьеры успешного инженера начал заниматься криминалом и после дерзкого ограбления попал в тюрьму. Там ему удалось преступно договориться с охранниками, и те пропустили его в тюремную мастерскую, где он смог найти для себя боевое мощное оружие, которое безопасно для него, просто в использовании, и очень опасно для противников. Шокер, используя своё новое оружие, уничтожил охранников, после чего разнёс на куски стену и сбежал из тюрьмы. Но он не сразу адаптировался к своему новому изобретению. Тем не менее, в городе он взял себе прозвище «Шокер», попытался с ним ограбить банк и тут впервые в своей жизни встретился с Человеком-пауком. Тому было ещё не ведомо, как сражается Шокер, и поэтому Герман сначала очень легко победил его одним своим выстрелом оружия. Однако после этого он снова встретился с Человеком-Пауком, и тот полностью замотал ему шокеры паутиной. От выстрела паутиной они мощно взорвались, нанеся рукам Германа Шульца тяжёлые ожоги и переломы.
Благодаря своему неплохому денежному заработку он быстро вылечился и вновь ступил на путь криминала, где познакомился со многими врагами Человека-паука, и преступными боссами города — Кингпином и Филином, на которых он позднее стал работать. Шокер присоединился к Зловещей Семёрке Мистерио, Зловещей Дюжине Зелёного гоблина (и недолго побыл в Зловещей Шестёрке Доктора Октавиуса во время Гражданской войны). Другими злодеями, которым он составлял компанию, были Носорог, Бумеранг, Лейла Девис, Трапстер, Гидромен и Скоростной Демон — эти супер-злодеи под командованием Жука составили Зловещий Синдикат.

### Ранняя преступная карьера
Герману Шульцу обычно было не трудно в его кражах и налётах, как правило он грабил банки и броневики с целью усиления своего нового боевого оружия. Со временем Шокер стал одним из самых опасных и профессиональных наёмников города. И он быстро продвигался в своей преступной работе. С целью тренировки он выходил на улицы, жестоко избивал людей и дрался с теми, кто покрепче, а также практиковался с оружием — взял "на мушку" всех людей в банке и потребовал, чтобы ему заплатили 1 миллион долларов за их свободу. Деньги ему были выданы, и благодаря шокерам он смог уйти, не попавшись в лапы к федералам.
Ему очень хотелось полностью победить Человека-паука, и для этого он решил составить компанию его более сильным оппонентам. Шокер стал членом Повелителей Зла с Радиоактивным Человеком, Тигровой Акулой, Лунным Камнем и Жуком, которые были под командованием Генри Хенка Пима, который в то время был на стороне зла. Они были побеждены Мстителями. Позднее Шокер выполнил заказное убийство от Барона Фон Люндта, по которому убил Доминика Фортуну и за это получил новую боевую униформу и более мощные шокеры.
Позднее в команде с Доктором Октопусом они напали на Особняк Мстителей, надеясь, что тем самым удастся прекратить бесконечную войну. Шокеру было поручено уничтожить Защитников Галактики, так как на него очень надеялись. Но после битвы в ничью и перебежек в особняке Мстители пытались убедить Шокера помочь людям, за что тот лишь помог выбраться из Особняка Доктору Осьминогу и убедил его прекратить эти бессмысленные затеи.
Затем Шокер подготовил преступный план жестокой расправы с Человеком-Пауком. Он атаковал его на крыше высокого здания и сбросил вниз. Он не убил Человека-Паука, надеясь, что тот больше не будет ему мешать, понимая, кто сильнее его. Позже экипировку Шокеру улучшил Трапстер и пригласил его в преступную команду Нормана Озборна, чтобы посмотреть на последнюю минуту жизни Человека-Паука. Но вновь эти преступные планы рухнули.
Он объединился с Демоном Скорости в Новых Громовержцах в надежде обеспечить себе надёжную безопасность. В то время его чуть не уничтожила полиция, но его спас Демон Скорости, который успел убрать Шокера из-под пуль, а заодно полностью сорвать с него шокеры и кинуть в копов (на тот период у Шокера ещё не было больших денег, и он ещё долго был безоружным). Но вскоре агент Джастина Хаммера снабдил его и большими денежными средствами и новой боевой экипировкой, чтобы он убил наповал Человека-Паука. С этой целью Шокер в компании с Гидроменом ограбили банк. Но тогда Человек-Паук столкнул их, и шокеры были полностью повреждены водой, и устроили короткое замыкание электричества.

### Гражданская война
Затем Шокер стал членом Новой Зловещей Шестёрки, и в этой преступной банде они остановили Капитана Америку и его Секретных Мстителей. После этого Герман Шульц был на похоронах у Человека-Сваи, а затем вместе с другими супер-злодеями был отравлен в баре Карателем. Затем Шокер попробовал использовать в бою с супер-героями огненные бомбы и острые ядовитые лезвия. Он присоединился к реформированному Зловещему Синдикату, а вместе с ним Гидромен и Бумеранг. Эта преступная группа атаковала очень важное посольство, но Человек-Паук, Воитель и Комодо обезвредили их всех. Позднее Человек-Паук их всех нейтрализовал. Но трое членов преступной группировки всё-таки смогли уйти от супер-героев, после чего были остановлены Алым Пауком.

### Новый День
В первое появление нового дня Шокер устроил в городе огромные разрушения. После битвы Шокер понял, почему Человек-Паук так часто побеждал его. Потому, что он ещё никогда в жизни не использовал против него 5 уровень мощности своих шокеров. Он активировал шокеры на самый мощный уровень, но даже это не помогло ему полностью уничтожить Человека Паука, — он лишь причинил очень много разрушений и человеческих жертв таким образом. Затем Бумеранг помог выбраться Шокеру из тюрьмы, и они хотели залечь на дно с неплохими большими деньгами, которые у них имелись, но ими был обнаружен труп Букмекера, после чего Бумеранг продолжил свою преступную деятельность, а Шокер, которому всё уже надоело полностью встал на сторону добра.

### Демон-Шокер
В ограниченной серии комиксов 2013 года «Сделка», Шокер вновь супер-злодей. Он создаёт для себя сверхмощные перчатки, которые уничтожают наповал Человека-Паука. Однако, оказывается, что под личиной Человека-Паука был Доктор Осьминог. А сам Человек-Паук уже мёртв. Между тем Фантастическая Четвёрка и Каратель побеждают Шокера. Тётя Мэй внезапно узнаёт о смерти своего племянника, и в большом горе прыгает с небоскрёба и погибает. В результате Питер Паркер снова оживает и он снова женат на Мэри Джейн. А Доктор Осьминог умирает сам. Теперь Шокер вновь имеет смысл жизни. Однако на этот раз Питер Паркер считает, что тётю Мэй убил он. В схватке с Шокером Человек-Паук полностью убивает его, взорвав его костюм. Супер-злодей заживо сгорает при взрыве, и попадает в ад. Но там он заключает сделку с Мефисто на 13 лет земной жизни, и бессмертие. После того, когда пройдёт 13 лет, дьявол заберёт его душу обратно в ад, а пока Шокер, в результате договора с дьяволом, воскресает из мёртвых и становится бессмертным Демоном-Шокером. В результате этого супер-злодей получает для себя огненный костюм, и адское пламя из рук. Встретившись снова с Человеком- Пауком, Супер-злодей заживо сжигает его. А потом нападает на других супер-героев, и борется с ними. Он побеждает Сорвиголову, Карателя, а также Фантастическую Четвёрку. Затем в союзе с новым Призрачным Гонщиком, Супер-злодей открывает врата в ад и вселяет демонов в тела людей. Так создаётся команда супер-злодеев, Чёртова Дюжина. Супер-злодеи из этой команды убивают всех супер-героев. Однако последний из них — Экзорцист, закрывает адские врата и изгоняет демонов обратно в ад. Но Демон-Шокер остаётся на Земле. Он убивает Экзорциста и захватывает Вселенную. Проходит тринадцать лет. Демон-Шокер отчаянно пытается избежать договорной расплаты, принося жертвы Мефисто. Но дьявол исторгает согласно уговору, его душу, и сам вселяется в человека, чтобы править Вселенной. Однако душа Шокера обещает демону, соединённому с ним раньше, власть над всеми кругами ада. Демон-Шокер снова воскресает из мёртвых и заключает дьявола в пустоту. Однако разозлённый Мефисто расторгает сделку с ним, и все события аннулируются. Питер Паркер побеждает Шокера и отправляет его в тюрьму в очередной раз.

### Superior Spider-manиThe Superior Foes of Spider-man
Шокер объединился с Бумерангом, Демоном Скорости, Живым мозгом, Овердрайвом и новым Жуком, Дженис Линкольн.

## Другие версии

### Шокер в Ultimate-вселенной
В Ultimate-вселенной Шокер совсем не похож на себя в классике. Там у него светлые волосы, фиолетово-серебряный костюм, и он носит тёмные очки. Единственное их сходство — перчатки, которые способны испускать вибрационные волны огромной мощности.

## Силы, способности и экипировка
Герман Шульц не обладает сверхспособностями, ведь он самый обычный человек. Однако Шокер считается очень опасным и недооценённым противником, поскольку он изобрёл себе пару перчаток, которые способны испускать вибрационные волны огромной мощности. При самом низком уровне мощности эти вибрационные волны способны полностью сбить человека с ног. На самом высоком уровне — превратить кости человека в желе. Шокер также носит костюм с высокой степенью изоляции, который предохраняет его от эффекта собственных вибрационных волн, электричества в то время, как он атакует противников. Кроме того, костюм может защитить Шокера от физических атак, например, ударов Человека-Паука, пуль.

## Вне комиксов

### Телевидение
- «Человек-паук и его удивительные друзья». Его озвучил Джон Стефенсон.
- «Человек-Паук: Анимационный Сериал» (1994—1998). Его озвучил Джим Каммингс. В русской локализации телекомпании НТВ назван «Громилой».
- «Новые Приключения Человека-Паука». Его озвучил Джефф Беннет. В отличие от комиксов костюм Шокера носит Джексон У. Брис, по кличке Монтана.
- Появляется в мультсериале Совершенный Человек-Паук.
- Появляется в мультсериале Человек-Паук, 2017 года.

### Фильмы

#### Трилогия Сэма Рейми
- В фильме «Человек Паук: Враг в отражении» 2007 года можно заметить некую отсылку на Шокера.

Во время финальной битвы Человека Паука и Венома можно заметить человека с характерными жёлтыми рукавами и костюмом, который вполне напоминает костюм Шокера из комиксов.
К сожалению, нет никаких подтверждений, является ли это отсылкой, или же пасхалкой.
- Шокер должен был появиться в отменённом Человеке Пауке 4 Сэма Рейми как один из злодеев, побеждённых главным героем в начале фильма.

#### Трилогия Марка Уэбба
Маску Шокера можно увидеть время титров фильма Новый Человек-паук: Высокое напряжение, Также Шокер должен был появится фильме Зловещая шестёрка который был отменён.

#### Киновселенная Marvel
- Букем Вудбайн сыграл Шокера в фильме «Человек Паук: Возвращение домой», где Герман Шульц, был сообщником Эдриана Тумса и Финеса Мейсона. Герман Шульц и Джексон Брайс (Логан Маршалл-Грин), кличуший себя Шокером, чуть не подвергли риску весь бизнес Стервятника, из-за чего Эдриан Тумс убивает Джексона Брайса. Вскоре Герман Шульц был назначен Эдрианом Тумсом вторым Шокером. Шокер вместе со Стервятником и его бандой преступников помогает продать технологию Читаури Маку Гаргану (Скорпиону), однако, Человек Паук срывает преступную сделку, после чего Шокер был побеждён Человеком-Пауком. Что бы жестоко отомстить Человеку Пауку Стервятник посылает Шокера в школу Питера Паркера, где он устраивает засаду Питеру Паркеру в своём самодельном костюме. Герман Шульц избивает до полу-смерти Человека Паука, однако, благодаря Нэду, Питеру Паркеру удаётся одержать победу над ним.

#### Другие появления
В начале фильма Человек-паук: Лотос Шокер был побеждён Человеком-пауком как преступник.

### Видеоигры
- Spider-Man 2 Enter Electro
- Spider-Man
- Spider-Man 2 (версия для PS2, Gamecube, Xbox)
- Ultimate Spider-Man
- Marvel: Ultimate Alliance — озвучен Майклом Гофом
- Spider-Man Web Of Shadows (PSP)
- Marvel: Ultimate Alliance 2
- Lego Marvel Super Heroes
- The Amazing Spider-Man 2
- Spider-Man (2018). Бывший мелкий преступник и талантливый инженер, смастеривший себе особые наручники, помогающие ему прыгать на большие расстояния и использовать конденсированный воздух для атаки и обороны. Является одним из старейших врагов Человека-Паука, с которым не раз сталкивался за 8-летнюю карьеру супер-героя. Вышел по УДО из тюрьмы на острове Райкер, но на привлёк внимание преступной группировки Мистера Негатива "Демоны", которые угрозами заставили его совершать для них ограбления банков. Дважды сражался с Человеком-Пауком, дважды потерпел поражение. Роль озвучил Дэйв Б. Митчелл[4].
- Шокер упоминается в игре Spider-Man 2 (2023)[5]. Сергей Кравинов рассматривает его как потенциального противника, в бою с которым он мог бы встретить достойную смерть. Люди Кравинова похищают Шульца и заставляют сразиться с охотником против его воли; в конечном итоге Шокер погибает от руки Крейвена.